# Aurora (Ohio)
Aurora és una població dels Estats Units a l'estat d'Ohio. Segons el cens del 2000 tenia 13.556 habitants.

## Demografia
Segons el cens del 2000, Aurora tenia 13.370 habitants, 5.047 habitatges, i 3.901 famílies. La densitat de població era de 225,4 habitants per km².
Dels 5.047 habitatges en un 35,2% hi vivien nens de menys de 18 anys, en un 68,9% hi vivien parelles casades, en un 6,5% dones solteres, i en un 22,7% no eren unitats familiars. En el 19% dels habitatges hi vivien persones soles el 7,6% de les quals corresponia a persones de 65 anys o més que vivien soles. El nombre mitjà de persones vivint en cada habitatge era de 2,63 i el nombre mitjà de persones que vivien en cada família era de 3,02.
Per edats la població es repartia de la següent manera: un 25,7% tenia menys de 18 anys, un 4,6% entre 18 i 24, un 27,3% entre 25 i 44, un 26,9% de 45 a 60 i un 15,5% 65 anys o més.
L'edat mediana era de 41 anys. Per cada 100 dones de 18 o més anys hi havia 88,9 homes.
La renda mediana per habitatge era de 70.998 $ i la renda mediana per família de 78.876 $. Els homes tenien una renda mediana de 61.298 $ mentre que les dones 35.655 $. La renda per capita de la població era de 35.537 $. Aproximadament el 2,6% de les famílies i el 3,6% de la població estaven per davall del llindar de pobresa.

## Poblacions més properes
El següent diagrama mostra les poblacions més properes.